# District de Bundi
Le district de Bundi est un district de l'état du Rajasthan en Inde.